# Madame Grès
Germaine Émilie Krebs, llamada Madame Grès (París, 1903 — La Valette-du-Var, 1993), comenzó su carrera como escultora influenciada principalmente por la corriente minimalista y por las vestiduras griegas. .
Debutó en 1933 como modista en París bajo el nombre de Alix Barton (Maison Alix). Su estilo se fue imponiendo gradualmente, sobre todo en lo que se refiere a los trajes de noche. Realizó también vestuario teatral, como el usado para la obra La guerra de Troya no tendrá lugar, de J. Giraudoux. En 1937, sus creaciones presentadas en la Exposición Universal de París le valieron el primer premio de la alta costura. En 1942 creó la firma Grès. En 1959, lanzó el perfume Cabochard, años más tarde en 1990, crearía otra fragancia, Cabotine. Premiada con la Aguja de Oro en 1976, diseñó una colección prêt-à-porter en 1980, aunque esta experiencia solo duró dos años. En 1982 abandonó la industria del perfume para dedicarse dos años más a la alta costura, un negocio que acabó vendiendo en 1984 a Bernard Tapie. A su vez, la empresa fue adquirida posteriormente, en 1988, por el grupo japonés Yagi Tsusho Limited. 
En otoño de 1994 se le dedicó una exposición en el Metropolitan Museum de Nueva York.
A pesar de ser reconocida como un verdadero genio de la costura por la mayoría de sus colegas de profesión, tanto en su tiempo como en la actualidad, hasta 2011 no se organizó en París una retrospectiva dedicada a su obra. 
La exposición Madame Grès, la couture à l'oeuvre, presentada en el Museo Antoine Bourdelle de la capital francesa (25 de marzo – 24 de julio de 2011) muestra un conjunto de 80 modelos representativos de su larga carrera, que se desarrolló desde 1933 hasta 1988, además de numerosas fotografías y bocetos. El catálogo de esta exposición, muy exhaustivo, recoge los aspectos fundamentales de su trayectoria profesional. 
Madame Grès declaró en diversas ocasiones que su verdadera vocación era la escultura, por lo que modelaba las telas como si se tratara de piedra, esculpiéndolas. Su obra, muy creativa y original, más allá de las modas, se inspira en el mundo antiguo y también en las culturas norteafricanas y del subcontinente indio. Su aparente simplicidad oculta una elaboración muy compleja. Realizó trajes de cualidades escultóricas, sin apenas costuras, que parecen modelados sobre el cuerpo y se caracterizan por líneas depuradas y volúmenes muy elaborados. Se trata de piezas únicas, atemporales, a menudo con plisados, drapeados y formas asimétricas, de colores puros. Destacan los vestidos de noche de faya y tafetán (tejidos que trabajaba de modo magistral), que son la faceta más conocida de su trabajo, así como los modelos de género de punto y las piezas de abrigo confeccionadas en lana de doble faz. 